# 流线型

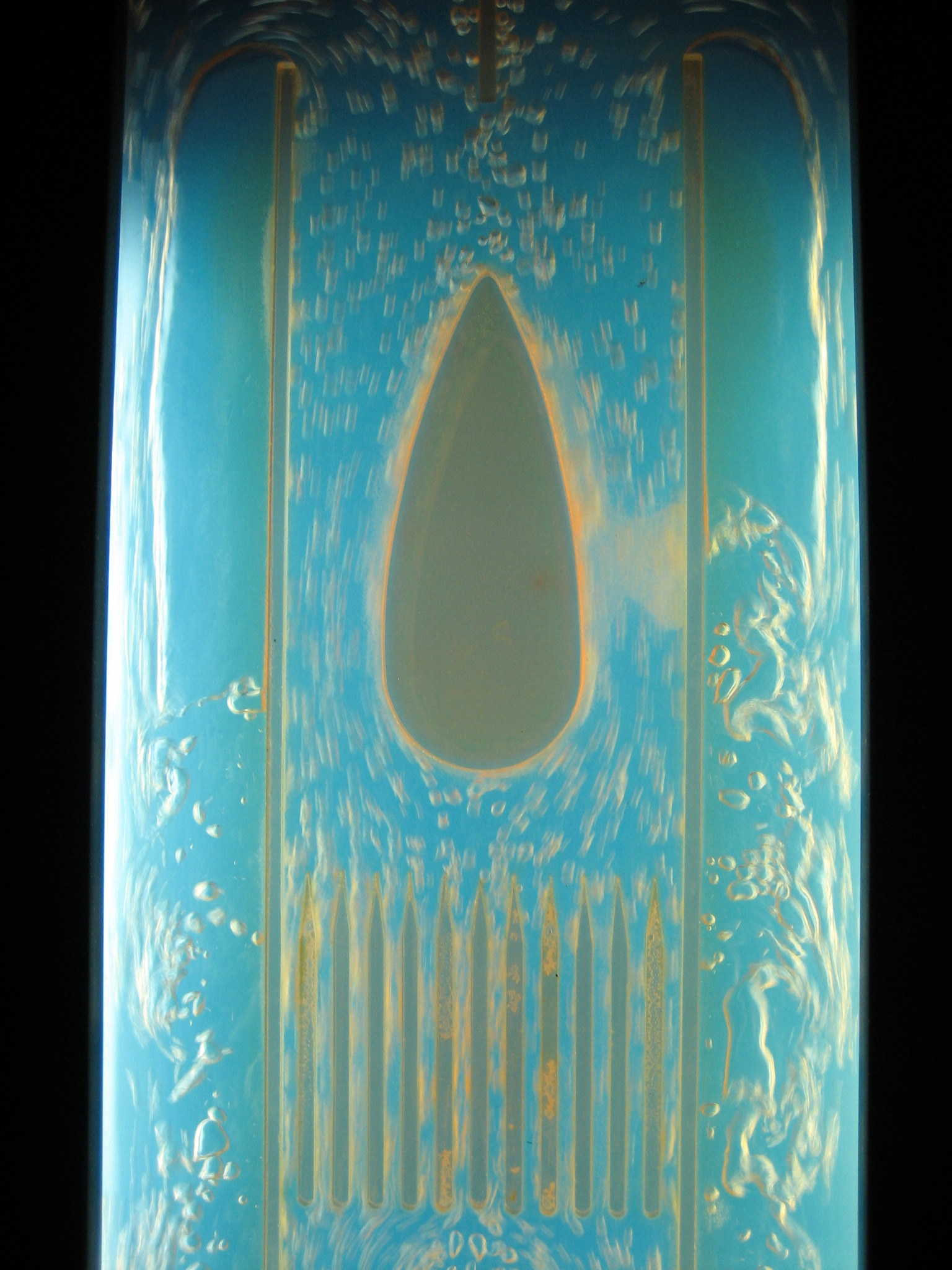
流线型与模拟的层流

流线型是物体的一种外部形状，通常表现为平滑而规则的表面、没有大的起伏和尖锐的棱角。流体在流线型物体表面主要表现为层流，没有或很少有湍流，这保证了物体受到较小的阻力。流线型物体通常较为美观，经常出现在产品外观设计中。
流线，用来表征三维空间的速度场。在当流场随着时间改变的时候，即非稳定流动时，Streamlines, streaklines, and pathlines三个名词含义不同。
流線型的起源可以追溯到19世紀對自然生命的研究，以及對於魚、鳥等有機形態的效能的欣賞。這些最初應用在潛艇和飛艇的設計中，以減少湍流和阻力。於第一次世界大戰前後流線型更是用於小汽車的外型設計上。今時今日，汽車、火車、飛機和輪船等交通工具早已採用了流線型的設計。